# Selección de fútbol de Inglaterra
La selección de fútbol de Inglaterra (en inglés, England national football team) es el equipo del país desde 1863 y es controlado por la Asociación Inglesa de Fútbol (The Football Association) en las competiciones oficiales organizadas por la UEFA y la FIFA. 
El combinado inglés es el más antiguo de las existentes y tiene el honor de ser la primera selección nacional que jugó un partido internacional, el 30 de noviembre de 1872, contra la selección de Escocia. Es por esto que Inglaterra ha tenido un rol clave en el desarrollo de este deporte, siendo considerados los inventores y promotores del fútbol. Pese a ser el más antiguo combinado mundial, no fue una de las entidades que participaron en la fundación de la FIFA, y no se afiliaría a ella hasta el año 1905, tras reconocer a las demás asociaciones de fútbol, lo que es considerado como uno de los mayores logros de la FIFA. Por aquella misma época, disputaba la supremacía frente a Escocia, e incluso contaba con un combinado amateur para enfrentarse a los equipos de fuera de las islas británicas que perduró desde 1906 hasta 1974.
Es una de las cuatro selecciones que conforman al Reino Unido, junto a la selección escocesa, la selección galesa y la selección norirlandesa. Pese a ser todas naciones constituyentes, está considerada y aceptada su participación a nivel internacional por parte de los máximos organismos. No ocurre así en los Juegos Olímpicos, donde las normas del COI establecen que sea un combinado de deportistas británicos los que acudan a los juegos, al no ser Inglaterra un país independiente como dictan las normas. La selección británica debiera ser pues la única representante, y es actualmente la encargada de representar a Gran Bretaña en la cita futbolística aunque existieron pequeños desacuerdos entre todas las federaciones a la hora de presentar un equipo conjunto, motivo por el que en varias ocasiones las Islas estuvieron exclusivamente representadas por jugadores ingleses. Inglaterra es el único combinado que no responde a una nación soberana que logró coronarse campeón del mundo.
Inglaterra se ha clasificado para la Copa del Mundo 16 veces. Entre sus mejores actuaciones destaca un título de la Copa Mundial de Fútbol, en la edición en la que fueron locales, en 1966, quedando también en cuarto lugar en 1990 y 2018; además, ocupa el tercer lugar en la Copa del Mundo detrás de Brasil y Alemania en cuanto a presencia en cuartos de final (11 veces en 15 apariciones).
En la Eurocopa, su mejor participación fueron dos subcampeonatos en 2020 y 2024. En la Liga de Naciones, su mejor participación fue un tercer lugar en 2019. No llegó a participar en la Copa Confederaciones, creada en 1992 y desaparecida en 2019. Por otro lado, tuvo muchos éxitos contra las Home Nations durante el British Home Championship, totalizando 54 títulos (incluidos 20 compartidos) antes del final de esta competencia en 1984. El principal rival de Inglaterra desde los inicios del fútbol ha sido Escocia. Las oposiciones entre los dos equipos se organizaron regularmente hasta la década de 1980, cuando otras rivalidades la superaron en intensidad, como contra Argentina y Alemania, que tienen sus raíces en los partidos disputados en las principales competiciones internacionales.
Su estadio local fue históricamente el antiguo Estadio de Wembley en la ciudad de Londres, el cual fue totalmente reconstruido y reinaugurado en 2007 con el mismo nombre: Estadio de Wembley. Mientras avanzaron las obras entre 2002 y 2007, el combinado jugó en varios estadios en todo el país, principalmente en el Estadio de Old Trafford de la ciudad de Mánchester. Su sede de entrenamiento es St. George's Park, en Burton upon Trent.
La posición más alta alcanzada por Inglaterra en la clasificación mundial de la FIFA, establecida en agosto de 1993, es el 3.er lugar, ocupado en agosto de 2012, mientras que la más baja es el 27.º lugar, en febrero de 1996.

## Historia

### Los inicios y la supremacía de Inglaterra en el fútbol internacional (1872-1910)

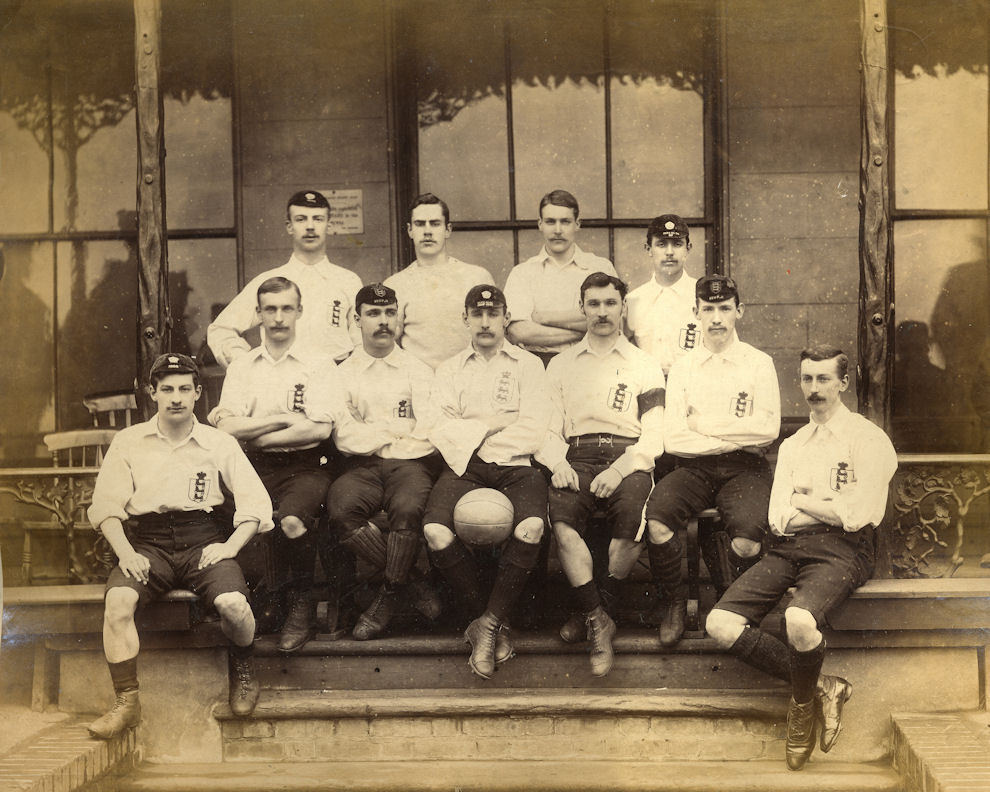
Un equipo de Inglaterra de 1889

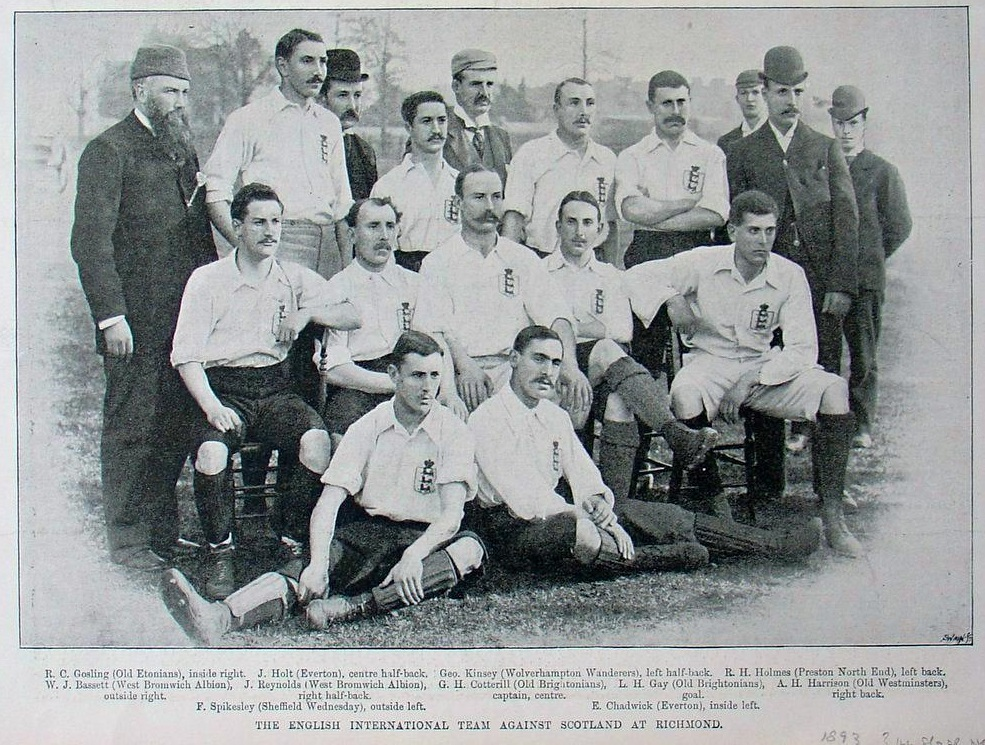
Equipo que jugó ante Escocia en Richmond, 1893.

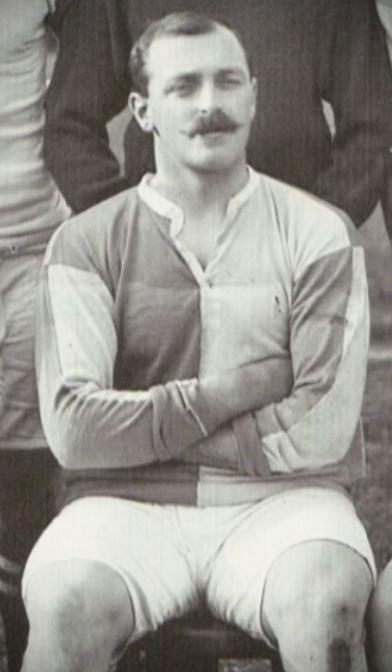
Bob Crompton fue un defensa inglés clave para la selección de fútbol de Inglaterra, capitaneándola en 22 de sus 41 partidos internacionales entre 1902 y 1914.

Los primeros partidos internacionales representativos de Inglaterra fueron propuestos por el secretario de la FA, Charles Alcock. El 3 de noviembre de 1870, Alcock escribió al Glasgow Herald que un partido entre Escocia e Inglaterra se llevaría a cabo en el Kennington Oval, Londres. Los primeros cinco partidos amistosos, que se llevaron a cabo en The Oval, se jugaron contra Escocia entre 1870 y 1872. Sin embargo, la FIFA no los considera partidos internacionales absolutos porque los equipos de Escocia estaban compuestos en su totalidad por jugadores escoceses afincados en Londres.
| Fecha del partido       | Sede              | Resultado  | Ganador    |
| ----------------------- | ----------------- | ---------- | ---------- |
| 5 de marzo de 1870      | The Oval, Londres | Empate 1–1 |            |
| 19 de noviembre de 1870 | The Oval, Londres | 1–0        | Inglaterra |
| 25 de febrero de 1871   | The Oval, Londres | Empate 1–1 |            |
| 17 de noviembre de 1871 | The Oval, Londres | 2–1        | Inglaterra |
| 24 de febrero de 1872   | The Oval, Londres | 1–0        | Inglaterra |

Inglaterra fue la creadora del fútbol y tiene el honor de haber disputado el primer partido internacional de selecciones. En esos partidos, Inglaterra saldría invicta, y su primer partido finalizaría con un empate a un gol, jugado el 5 de marzo de 1870 en Londres, en el estadio The Oval. Los ingleses llevaban gorras de cricket y los escoceses capuchas, estilismo que originó que la palabra "cap" (gorra en español) se use en inglés para designar cualquier aparición internacional. Además, aún se mantiene la tradición de regalar una gorra a los internacionales ingleses. AJ Baker fue el primer goleador inglés, aunque no es reconocido oficialmente. Se prolongarían los encuentros por dos años, hasta que en 1872 se juega por fin el primer partido internacional oficial. De nuevo los contendientes serían los ingleses y los escoceses.
El primer equipo de Inglaterra en este partido fue: Robert Barker (Hertfordshire Rangers), portero; Harwood Greenhalgh (Notts Club), tres cuartos de campo; R. C. Welch (Harrow Chequers), mediocampista; F. Chappell (Oxford University), pateador; capitán Cuthbert Ottaway (Oxford University), medio; Charles Chenery (Crystal Palace), medio; Charles Clegg (Sheffield), medio; Arnold Kirke-Smith (Oxford University), medio; J. Brockbank (Oxford University) lateral derecho; W. J. Maynard (1st Surrey Rifles) lateral izquierdo; J. F. Morris (Barnes Club) lateral izquierdo.
Desde entonces ambos países forjarían una rivalidad que perduraría hasta la actualidad, y cuyos partidos se prolongarían en exclusividad durante los siguientes cuarenta años junto con las restantes naciones constituyentes del Reino Unido, la selección galesa y la selección isleña irlandesa, extinta en la actualidad, motivado principalmente por las dificultades que entrañaba jugar frente a otras selecciones del continente europeo al encontrarse en una isla. Sus enfrentamientos serían denominados bajo el nombre de British Home Championship, siendo el más antiguo torneo internacional de este deporte, regulado por la recientemente creada International Football Association Board (IFAB) y que estableció el primer reglamento para los enfrentamientos bajo la supervisión y consentimiento de las cuatro asociaciones. Esta asociación sería desde entonces la reguladora del fútbol, hasta que en 1913 aceptase como miembro a la FIFA, creada una década antes, y le otorgase en 1958 mayor poder para la modificación y mejora del reglamento futbolístico. Recíprocamente, la F. A. se unió definitivamente a la FIFA en 1906.
En 1884, se inauguró el Campeonato Internacional Británico anual, también conocido como el Campeonato Nacional, entre Inglaterra, Escocia, Gales e Irlanda. Escocia venció a Inglaterra por 1-0 en el segundo Hampden Park y ganó la primera edición del torneo. El primer éxito de Inglaterra en la competencia llegó en 1888, el mismo año en que se formó la Football League, cuando ganó sus tres partidos, incluyendo una victoria por 5-0 como visitante contra Escocia.
A comienzos del siglo XX, en el resto del panorama mundial comenzaban a nacer otros combinados nacionales, y el fútbol empezaba a despertar un gran interés. Así, la selección inglesa realizaría una gira por el continente europeo para disputar sus primeros partidos frente a selecciones no británicas. El primero de ellos se produciría el 6 de junio de 1908, frente a la selección austríaca, a la que derrotaría por 1-6. En aquel equipo destacaba el primer gran jugador de la historia de la selección, Vivian Woodward, jugador del Tottenham Hotspur y del Chelsea F. C. Austríacos e ingleses jugarían otro partido dos días después, que tampoco defraudaría a los casi 5000 asistentes. Un 1-11 para los visitantes sería el resultado final. El día 10 se enfrentaría a la selección húngara y el día 13 a la selección bohemia a las que derrotaría ampliamente también por 0-7 y 0-4 respectivamente.
El fútbol pronto se convertiría en uno de los grandes acontecimientos deportivos, y sería en los Juegos Olímpicos donde se darían los primeros pasos para su consolidación. En las ediciones de 1900 y 1904 ya se jugaron partidos a modo de experimento, y en 1908 se jugó el primer torneo oficial internacional de fútbol en los Juegos Olímpicos de Londres, donde Reino Unido demostraría su supremacía. Inglaterra creó una selección amateur para sus enfrentamientos contra equipos fuera de las islas británicas. Este combinado poseía el mismo potencial que la selección absoluta, como se demostró en su primer enfrentamiento frente a la selección francesa absoluta en 1906, a la que vencieron por 15-0. Su potencial les llevaría a encadenar 20 partidos sin conocer la derrota hasta 1910, y serían los encargados de representar al Reino Unido en los Juegos Olímpicos. En la edición de 1908, saldrían vencedores después de derrotar a Suecia por 12-1, a Países Bajos por 4-0, y a Dinamarca en la final por 2-0, conquistando así la primera medalla de oro olímpica de fútbol para una selección.

### La supremacía y desafíos de Inglaterra en el fútbol internacional (1911-1948)
En la siguiente edición, en los Juegos Olímpicos de 1912 de Estocolmo, la selección repetiría participación, y volvería a salir campeona tras derrotar por 7-0 a la selección húngara, por 4-0 a la selección finlandesa y en la final, de nuevo a la selección danesa por 4-2. De esta manera se convertía en la primera selección en revalidar el título olímpico, y en la máxima dominadora del fútbol mundial. Nadie dudaba de la supremacía británica en un deporte inventado por ellos, y tan solo cabía esperar a que alguien consiguiese la hazaña de derrotarles, bien al combinado de las Islas, o a Inglaterra, el equipo bandera de la Gran Bretaña.
Sin embargo, tal circunstancia aún se retrasaría durante 17 años más. Durante ese periodo, la selección inglesa siguió jugando partidos frente a sus homónimas británicas, que eran las únicas que conseguían ponerla en aprietos, pero también seguiría demostrando un gran poderío, logrando varias goleadas, pero sin llegar a alcanzar su máximo registro datado en 1882 cuando venció por 13-0 a la selección isleña de Irlanda, y que seguiría vigente hasta la actualidad.
Respecto a dichas participaciones olímpicas, aún existe cierta controversia entre los distintos organismos y asociaciones sobre a quién corresponden realmente dichos títulos. La asociación inglesa de fútbol difiere con la FIFA. Fotografías y crónicas de las que se tiene constancia no muestran claridad aparente sobre si el combinado era representativo del Reino Unido o exclusivamente de Inglaterra.
Nuevas selecciones seguían surgiendo en el panorama futbolístico, y empezaba a consolidarse la profesionalización que brindaría nuevos campeones reconocidos a nivel mundial. La competición futbolística empezaba a ser de las más aclamadas en los Juegos Olímpicos que sin embargo se vería truncada por la Primera Guerra Mundial y muchas de las tendencias y progresiones logradas por muchas selecciones, quedarían mermadas. Así pues, tras la ausencia de las Olimpiadas en 1916, se retomarían nuevamente en 1920, en la VI edición de los JJ. OO. en Amberes. La gran dominación británica encontraría sus primeros tambaleos y derrotas en el viejo Continente.
Con la Football League creada unos años antes, el fútbol inglés se vio reforzado, aumentando la superioridad de la selección inglesa. Sin embargo, el crecimiento de las demás selecciones se iba haciendo más notable, equiparándose al combinado inglés, en una época, donde el jugar los partidos en casa o fuera influía mucho.
Se llegó así a 1928 donde el fútbol empezaba a profesionalizarse. Pese a que Inglaterra se había unido a la FIFA en 1906, sus relaciones eran tensas, y llegaron a su máximo punto cuando al final de los años 20 las naciones británicas se retiraron del máximo organismo futbolístico por diferencias respecto a los pagos a los jugadores amateur. Este y la no designación de Inglaterra para albergar ninguna de las primeras Copas del Mundo fueron los motivos para la ausencia inglesa en la recientemente creada nueva competición en 1930, y los anteriores juegos olímpicos, en una maniobra por boicotear y desprestigiar a las competiciones internacionales, que se distanciaban de los intereses británicos. Inglaterra perdería así la supremacía futbolística. La Copa del Mundo superó en importancia y repercusión a los Juegos Olímpicos, por lo que los focos empezaron a iluminar a nuevos equipos. Equipos como Uruguay e Italia se alzarían con los títulos de Mundial y Juegos Olímpicos en cada una de las ediciones desde 1924 hasta 1938 demostrando ser los nuevos dominadores mundiales del fútbol.
El desvanecimiento inglés se vería además reforzado con su primera derrota fuera de las islas británicas, cuando visitó a la selección española en 1929. Ambos conjuntos jugaron un amistoso en Madrid, y España, otra de las selecciones que gozaban de gran éxito en la época, tras quedar subcampeones en la cita olímpica de 1920, quedaría con el histórico honor de vencer a los ingleses por 4-3.
Sin embargo, su caída no fue tan grande, y permaneció como una de las grandes selecciones existentes. Así lo demostraron al derrotar a la vigente campeona mundial de 1934, Italia, en un partido celebrado en noviembre del mismo año. El partido, recordado como la «Batalla de Highbury», deparó una victoria inglesa por 3-2 en el Arsenal Stadium. Un partido muy violento, que muchos ingleses consideran como la "verdadera final de la Copa Mundial". La excesiva rudeza de ambos contendientes vino provocada por la importancia dada al choque. Los ingleses, con ganas de demostrar que ellos eran realmente los verdaderos dominadores del fútbol, y los italianos, para demostrar que no era así, al ser ellos los vencedores de la Copa del Mundo. Tal fue la trascendencia del partido, que Benito Mussolini ofreció un Alfa Romeo y £150 a cada jugador si conseguían vencer el encuentro.
La alineación inglesa dejaría un récord que tardaría casi 7 décadas en ser igualado: hasta siete jugadores del mismo club defendieron aquel día a la selección. y la curiosidad de que jugaron en el Arsenal Stadium acompañados de un joven Stanley Matthews. Era una de las selecciones más novatas nunca presentadas por Inglaterra. El hecho de que todavía no se permitían las sustituciones, hizo que los primeros minutos de partido los italianos perdiesen a un jugador por una fractura en el pie debido a una dura entrada de Ted Drake. Pese a jugar todo el partido con 10 jugadores, los italianos plantaron batalla y dureza. Contrarrestaron la lesión de su jugador Luis Monti y los ingleses vieron como Eddie Hapgood se fracturaba la nariz y tuvo que abandonar el terreno de juego durante 15 minutos; Ray Bowden, Ted Drake y Eric Brook resultaron lesionados, sufriendo el último una fractura de brazo. Pese a ello, consiguió anotar 2 goles después de fallar un penalti, y Drake haría el 3-0 antes del descanso.
En la reanudación, los italianos salieron decididos a ganar el partido, Giuseppe Meazza anotaría dos goles para la esperanza italiana. Varios disparos a los postes, y la gran actuación del portero inglés, impidieron la remontada trasalpina. La dureza siguió durante todo el partido, y a la finalización la Federación Inglesa consideró retirar a sus jugadores de todos sus partidos internacionales, conocidos como «caps».
Se llegaba a mayo de 1938, cuando Inglaterra realizó una gira por Europa. En su primer partido, frente a la selección alemana nazi, un oficial les informó a los jugadores ingleses que debían hacer el saludo nazi durante el himno alemán, lo que creó un gran revuelo. Stanley Matthews recordó más tarde: 

El vestuario entró en erupción. Hubo caos. Todos los jugadores ingleses estaban furiosos y totalmente en contra de esto, yo incluido. Todo el mundo estaba gritando a la vez. Eddie Hapgood, normalmente un capitán respetuoso y devoto, movió el dedo al oficial y le dijo lo que podía hacer con el saludo nazi, que invitó a ponerlo donde el sol no brilla.

El oficial volvió con órdenes del embajador británico Nevile Henderson para su cumplimiento debido a la delicada situación entre ambas naciones que podría desencadenar en graves conflictos. A regañadientes, los ingleses obedecieron, con la reticencia de Stan Cullis que sería posteriormente expulsado de la selección. El partido, al que acudieron 110 000 espectadores, finalizaría con victoria por 6-3 para los ingleses. Pese a su ausencia en las citas oficiales, Inglaterra seguía demostrando un gran poderío.
Poco después de aquello, estallaría la Segunda Guerra Mundial, que afectaría al fútbol y a todo deporte, deteniendo toda competición internacional. Como el resto de las selecciones, Inglaterra tardaría en recuperar su mejor versión. Y desde entonces, ya participaría en los grandes eventos.

### Desde su reintegración en FIFA hasta los altibajos en Mundiales (1949-1986)

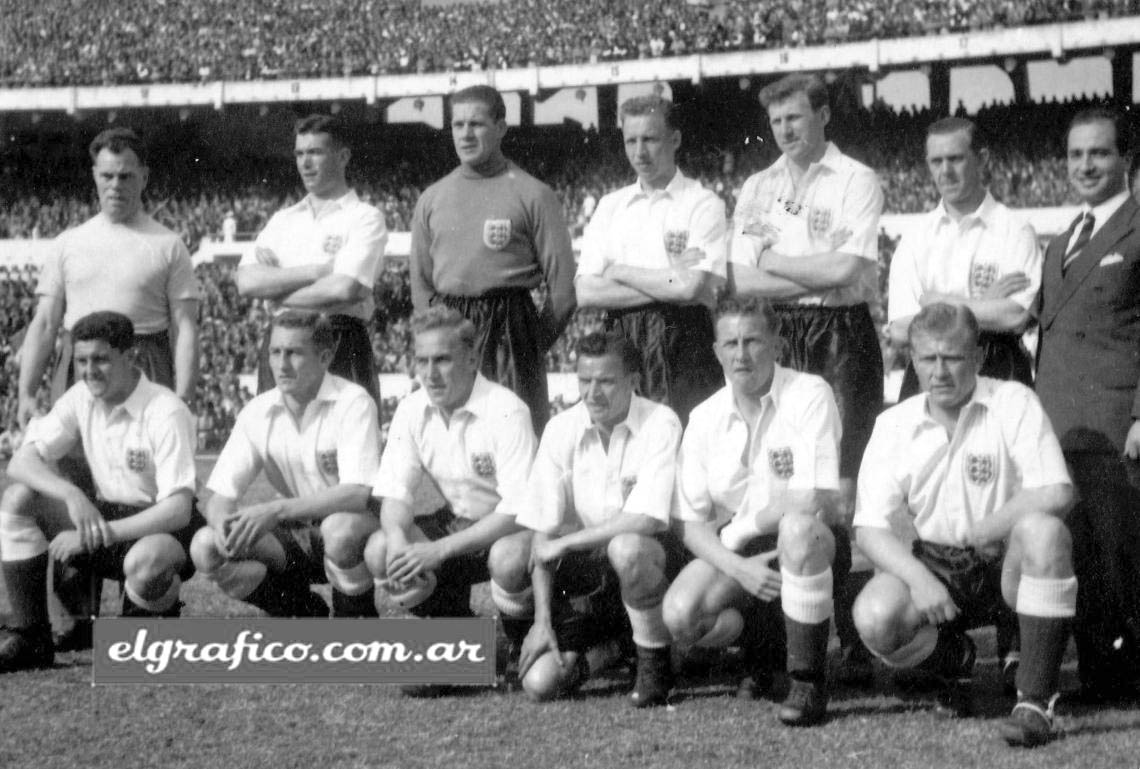
El equipo de Inglaterra que jugó un amistoso contra Argentina en mayo de 1953

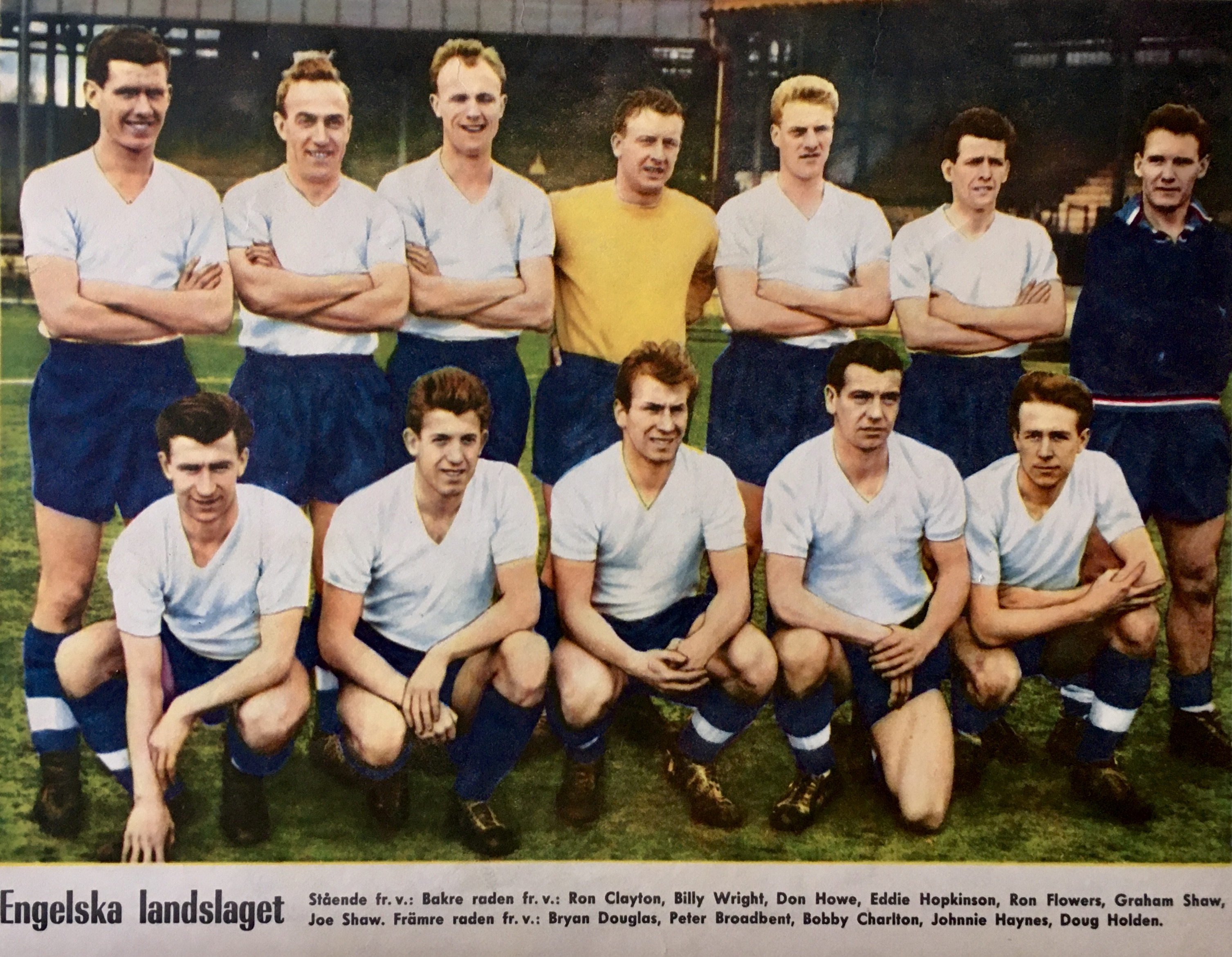
El equipo ganador de Inglaterra contra Escocia en Wembley, el 11 de abril de 1959. De izquierda a derecha, de pie: Ronnie Clayton, Billy Wright (capitán), Don Howe, Eddie Hopkinson, Ron Flowers, Graham Shaw, Joe Shaw; primera fila: Bryan Douglas, Peter Broadbent, Bobby Charlton, Johnny Haynes y Doug Holden.

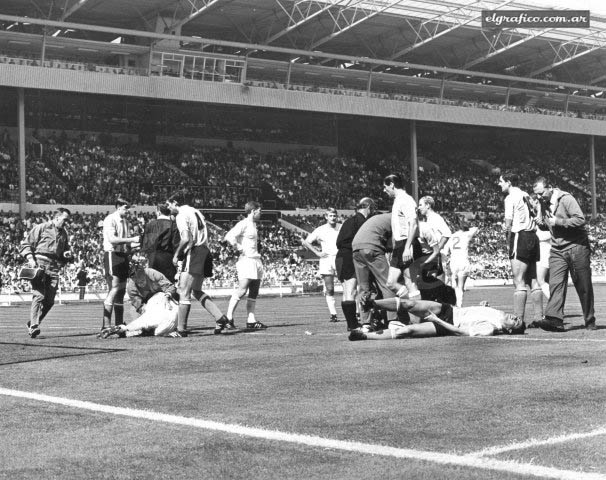
Un incidente en el partido contra Argentina en el Mundial de 1966

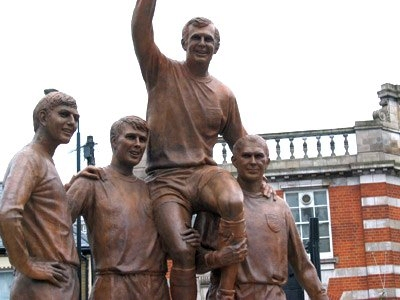
Estatua conmemorativa de los campeones de la Copa Mundial de Inglaterra 1966.

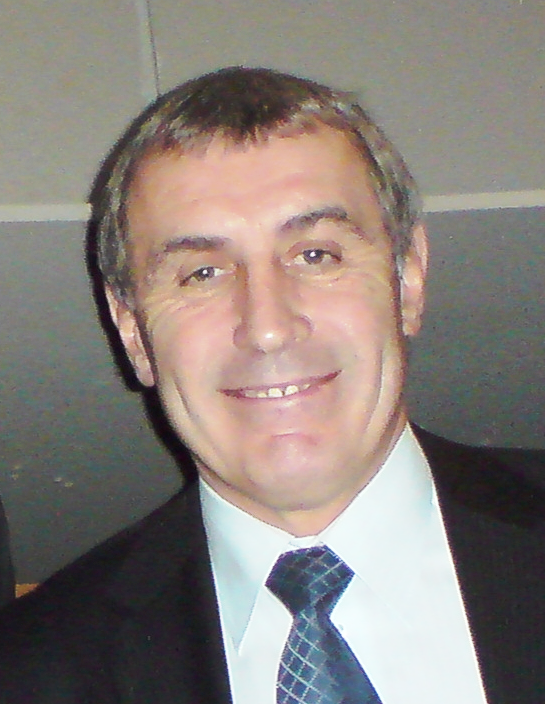
Peter Shilton es una leyenda del fútbol inglés, reconocido por ser el arquero con más partidos internacionales (125) para la selección de Inglaterra, destacándose en tres Copas del Mundo.

Tras volver a ser miembro de la FIFA en 1946, Inglaterra sufrió un fuerte declive, perdiendo por primera vez contra un equipo no británico en casa cuando fueron derrotados 2-0 por la República de Irlanda en 1949 en Goodison Park, Liverpool. A pesar de esto, Inglaterra decidió participar en la Copa Mundial de Fútbol de 1950, siendo este torneo su debut y convirtiéndose en el primer país británico en participar en dicho torneo. Walter Winterbottom fue su primer entrenador. Fue incluido en el Grupo B, que contaba con España, Chile y Estados Unidos. En su primer partido, Inglaterra venció 2-0 a Chile. Sin embargo, más tarde fueron derrotados en dos ocasiones consecutivas: primero perdiendo 1-0 contra Estados Unidos, en una derrota vergonzosa por ser la primera en mundiales, y luego cayendo 1-0 ante España. Finalmente, Inglaterra fue eliminado en la primera fase, finalizando octavo en la tabla del torneo.
El 25 de noviembre de 1953, la creciente inferioridad táctica de Inglaterra se puso de relieve cuando Hungría llegó a Wembley. Con jugadores legendarios como Ferenc Puskás, József Bozsik, Sándor Kocsis, Zoltán Czibor y Nándor Hidegkuti, Hungría superó a Inglaterra por 6-3: esta fue la primera derrota de Inglaterra en casa ante un rival de fuera de las Islas Británicas. En el partido de vuelta en Budapest, Hungría ganó 7-1, la peor derrota en la historia de Inglaterra.
En la Copa Mundial de Fútbol de 1954, Inglaterra fue incluido en el Grupo D junto al anfitrión, Italia y Bélgica. Durante este torneo, empataron con Bélgica 4-4, con Ivor Broadis convirtiéndose en el primer jugador inglés en marcar dos goles en un partido mundialista. Luego vencieron a Suiza 2-0, avanzando así a la segunda ronda. En los cuartos de final, se encontraron con Uruguay y fueron derrotados por 4-2, quedando eliminados en esta fase y finalizando séptimos en la tabla del torneo.
El 15 de mayo de 1957, Stanley Matthews hizo su última aparición con Inglaterra en una derrota por 4-1 ante Dinamarca en Copenhague, convirtiéndose en el jugador de mayor edad en representar a su país, con 42 años y 104 días.
En la Copa Mundial de Fútbol de 1958, realizada en Suecia, Inglaterra fue incluido en el Grupo D junto a Brasil,Austria y el debutante Unión Soviética. Las esperanzas de éxito en esta copa se vieron afectadas por el desastre aéreo de Múnich en febrero de 1958, en el que murieron ocho jugadores del Manchester United, entre ellos tres internacionales de Inglaterra. En el torneo, Inglaterra empató tres partidos consecutivos: 2-2 con la Unión Soviética, 0-0 con Brasil (primer empate sin goles en la historia de los mundiales) y 2-2 con Austria. Posteriormente, en el partido de desempate con la Unión Soviética, fueron derrotados 1-0, quedando eliminados en la primera fase y finalizando en el puesto 11 del torneo.
Para el Mundial de 1962 en Chile, Inglaterra fue incluido en el Grupo D junto a Hungría, Argentina y Bulgaria. En su primer partido fueron derrotados 2-1 por Hungría, pero luego vencieron a Argentina 3-1 y empataron 0-0 con Bulgaria. En los cuartos de final, cayeron 3-1 ante Brasil, quedando eliminados en esta fase y finalizando octavos en la tabla del torneo. Tras dicho mundial, Walter Winterbottom renunció a su cargo como entrenador, y Alf Ramsey fue contratado en su lugar.
En la Copa Mundial de Fútbol de 1966, Inglaterra clasificó automáticamente como anfitrión. Alf Ramsey fue su entrenador para dicho torneo. En la fase de grupos, empataron con Uruguay 0-0, luego vencieron a México 2-0 y a Francia 2-0, avanzando a la segunda fase. En los cuartos de final, vencieron a Argentina 1-0 en un partido sumamente polémico. En semifinales, derrotaron a Portugal 2-1 y, en la final, vencieron a Alemania Federal 4-2 tras la prórroga, obteniendo así su primer y único título mundial hasta la fecha.
En la Eurocopa de 1968, Inglaterra alcanzó las semifinales pero fue derrotado por Yugoslavia 1-0. En el partido por el tercer puesto, vencieron a la Unión Soviética 2-0.
Para el Mundial 1970 realizado en México, Inglaterra clasificó automáticamente siendo el campeón vigente. Durante dicho mundial, fue incluido en el Grupo 3 encontrándose con Brasil, Rumania y Checoslovaquia. En el primer partido, vencieron a Rumania 1-0, luego perdieron 1-0 ante Brasil, pero volvieron a ganar con una victoria 1-0 sobre Checoslovaquia. En los cuartos de final, se volvieron a encontrar con Alemania Federal, pero esta vez, perdiendo 3-2, fueron eliminados en los cuartos de final, y quedaron en el octavo lugar del torneo.
La atención se centró entonces en la clasificación para el Mundial de 1974 en Alemania Occidental. Inglaterra no había tenido que clasificarse desde 1962, debido a la clasificación automática que le había sido concedida como anfitriona en 1966 y vigente campeona en 1970. Tras una victoria y un empate contra Gales, Inglaterra se enfrentó a Polonia, la vigente campeona olímpica. Los polacos habían perdido su primer partido en Cardiff, pero Inglaterra se puso un gol por debajo en un tiro libre tras un error defensivo de Bobby Moore y del portero Peter Shilton. La situación se agravó a los dos minutos del segundo tiempo, cuando Moore permitió que Włodzimierz Lubański le quitara el balón y pusiera el 2-0 en el marcador. A menos de un cuarto de hora para el final, Alan Ball se convirtió en el segundo jugador en ser expulsado jugando para Inglaterra, lo que le dejó fuera del partido de vuelta.
Inglaterra necesitaba una victoria en Wembley contra los polacos para clasificarse. Inglaterra creó una oportunidad tras otra, pero no logró marcar, en gran parte debido a la actuación del portero polaco, Jan Tomaszewski. A los doce minutos del segundo tiempo, Norman Hunter perdió el balón ante Grzegorz Lato, quien se lo pasó a Jan Domarski para que éste rematara bajo el cuerpo de Shilton. Aunque Allan Clarke igualó de penalti seis minutos después e Inglaterra siguió creando ocasiones, el marcador se mantuvo 1-1 e Inglaterra quedó eliminada en las eliminatorias por primera vez en la historia de la Copa del Mundo. Polonia terminó tercera en la Copa del Mundo el verano siguiente. Tras este fracaso, Alf Ramsey fue despedido en abril de 1974. Joe Mercer fue contratado en su lugar, aunque más tarde fue reemplazado por Don Revie.
Revie no logró que Inglaterra se clasificara en la fase de grupos de la Eurocopa de 1976. A pesar de una victoria inicial por 3-0 en casa sobre los eventuales campeones, Checoslovaquia, y una victoria por 5-0 sobre Chipre en la que Malcolm Macdonald anotó los cinco goles, una derrota por 2-1 en la vuelta en Checoslovaquia y un empate 0-0 en casa contra Portugal le costaron a Inglaterra la clasificación. Inglaterra tampoco consiguió la clasificación para la Copa Mundial de Fútbol de 1978, tras finalizar segunda en el Grupo 2 con Italia, Finlandia y Luxemburgo. En su último partido de clasificación, necesitaban vencer a Italia por seis goles o más, pero solo lograron un 2-0, insuficiente ante la victoria de Italia sobre Luxemburgo por 3-0, lo que le dio a los italianos la ventaja por diferencia de goles. Finalmente, Inglaterra no se clasificó para la Copa Mundial de Fútbol de 1978, siendo esta su segunda ausencia consecutiva en mundiales. Tras el fracaso, Revie abandonó el equipo y fue reemplazado por Ron Greenwood.
Greenwood llevó a Inglaterra a su primer gran torneo en una década cuando se clasificaron para la Eurocopa 1980 en Italia. Sin embargo, no avanzaron más allá de su grupo, que fue encabezado por Bélgica. Además, el equipo enfrentó problemas con la violencia de los hooligans ingleses en el extranjero, lo que empañó su participación en el torneo.
Tras un cierto periodo de ausencias, Inglaterra volvió a participar en los mundiales en 1982. Clasificaron directamente tras vencer a Hungría por 1-0. Durante el mundial, fueron encuadrados en el Grupo D con Francia, Checoslovaquia y Kuwait. Inglaterra clasificó a la segunda fase tras dos victorias consecutivas sobre Francia (3-1) y Checoslovaquia (2-0), y una victoria 1-0 sobre Kuwait, finalizando primeros en el grupo de forma invicta. En la segunda fase de grupos, fueron encuadrados en el Grupo B con Alemania Federal y España. Tras dos empates consecutivos por 0-0, Inglaterra quedó eliminada en dicha fase, ocupando el sexto lugar de la tabla general del torneo. Tras el torneo, Greenwood anunció su retiro inmediato.
Bobby Robson asumió la dirección de Inglaterra en 1982. Bajo su dirección, Inglaterra no logró llegar a la fase final de la Eurocopa de 1984, y sus esperanzas de clasificación terminaron en el otoño de 1983 cuando perdieron 1-0 ante Dinamarca en Wembley. No obstante, el equipo de Inglaterra estaba en un periodo de transición con nuevas figuras como Gary Lineker, Trevor Steven y Chris Waddle, lo que les permitió clasificar para la Copa del Mundo de 1986 en México.
En el Mundial de 1986, Inglaterra fue encuadrada en el Grupo F con Marruecos, Polonia y Portugal. Perdieron con Portugal 1-0, luego empataron con Marruecos 0-0, y avanzaron a la segunda fase tras vencer a Polonia 3-0. En los octavos de final, derrotaron a Paraguay 3-0. En los cuartos de final, obtuvieron una histórica derrota por 2-1 ante Argentina, siendo Diego Maradona el autor de los famosos goles de la "Mano de Dios" y el "Gol del Siglo". Los ingleses fueron eliminados en dicha fase y finalizaron octavos en la tabla general. Gary Lineker se consagró como el máximo goleador del torneo con seis goles.

### Entre la Decepción y el Resurgir (1987-actualidad)

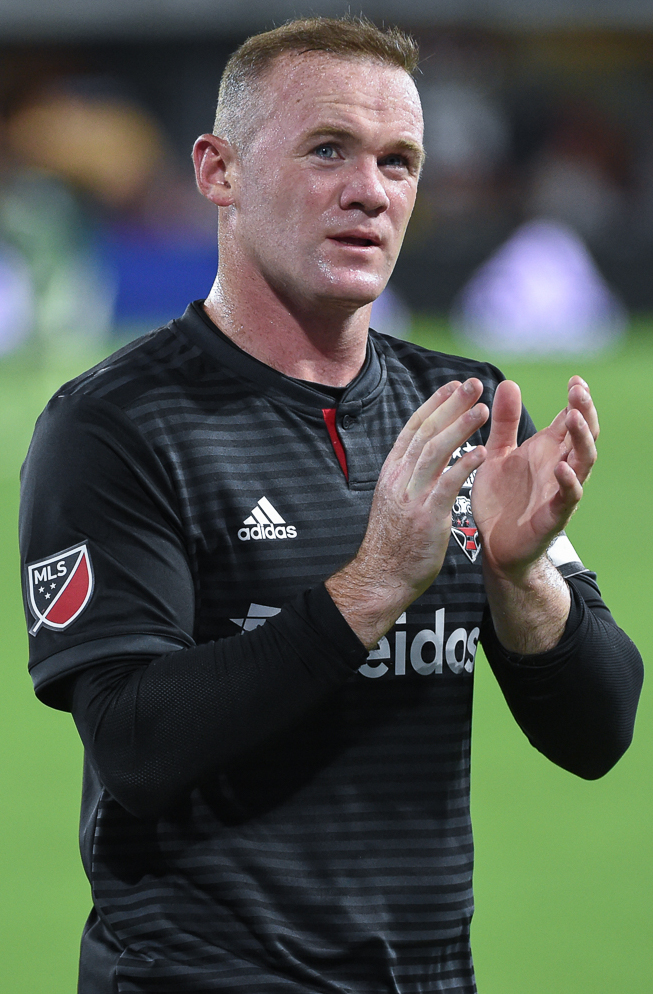
Wayne Rooney es una figura legendaria de la selección inglesa, destacándose por su liderazgo, récord goleador y versatilidad en el campo.

El mal rendimiento continuó en la Eurocopa de 1988 en Alemania Occidental, donde Inglaterra perdió sus tres partidos de grupo y quedó eliminada. Sin embargo, con una generación de jugadores talentosos, Inglaterra lograría recuperarse en los torneos siguientes bajo la dirección de Robson.
Sobre los tiempos antes del mundial 1990 realizado en Italia, se tomaron la plaza en el torneo final tras un empate 0-0 con Polonia. Ya comenzado dicho mundial, Inglaterra fue encuadrado en el Grupo F con Irlanda, Países Bajos y Egipto. Tras dos empates consecutivos ante Irlanda y Países Bajos por 0-0, clasificaron a la segunda fase tras vencer a Egipto 1-0, y esto fue suficiente para ganar el grupo. Ya en los octavos de final, vencieron a Bélgica 1-0 luego de un tiempo extra. En los cuartos de final, vencieron a Camerún 3-2 luego de un tiempo extra, logrando su pase a las semifinales tras 24 años. En las semifinales, perdieron 4-3 por penales ante Alemania Federal tras empatar 1-1. En el partido del tercer puesto, perdieron 2-1 ante el anfitrión, quedando ubicados en el cuarto puesto del torneo. Días después del mundial, Bobby Robson se retiró del cargo, y Graham Taylor fue contratado en su lugar.
Tras el Mundial de 1990, Graham Taylor asumió como el nuevo entrenador de la selección tras el retiro de Bobby Robson. Graham Taylor presentaba problemas y dificultades en su carrera como entrenador, razón por la cual fue criticado constantemente, teniendo varias derrotas y empates. Durante la Eurocopa 1992, Los ingleses se quedaron en primera fase tras 2 empates y 1 derrota, finalizando últimos en el grupo y en la tabla del torneo. Empataron con Dinamarca y Francia, y perdieron ante Suecia. En la Copa USA 1993 (torneo previo al mundial 1994), finalizaron últimos en la tabla tras 2 derrotas y 1 empate. Perdieron ante Alemania y Estados Unidos, y empataron con Brasil. En el proceso de clasificación para el mundial 1994, Inglaterra sorprendentemente no se clasificó para el torneo final, tras cruciales derrotas ante sus archirrivales Noruega y Países Bajos respectivamente. La última derrota ante los neerlandeses hizo que los ingleses se quedaran eliminados y sin posibilidades de acceder al mundial. Graham Taylor renunció luego de la conclusión de la clasificación fallida. Momentos después, Terry Venables fue contratado como nuevo entrenador en su lugar.
Volvió a participar de los mundiales en Francia 1998. Cabe destacar que desde entonces, Inglaterra clasificó para cinco mundiales consecutivos y sin ausencias. También habían participado en el Torneo de Francia 1997 (torneo previo al mundial 1998), finalizando campeones. En dicho mundial, fue incluido en el Grupo G contando con Rumania, Colombia y Túnez. Vencieron a Túnez 2-0, luego perdieron ante Rumania 2-1. Más tarde, pasaron de ronda tras vencer a Colombia 2-0, aunque los ingleses podían avanzar con solo un empate. En los octavos de final, empataron ante su similar Argentina por 2-2, pero quedaron eliminados tras perder 4-3 por penales, en Saint-Étienne, finalizando novenos en la tabla general.
Durante el Mundial 2002 realizado entre Japón y Corea del Sur, Inglaterra fue parte del Grupo F con Suecia, Argentina y Nigeria. Clasificaron a la siguiente ronda tras una victoria sobre Argentina 1-0, y tras dos empates con Suecia 1-1 y Nigeria 0-0 respectivamente. Ya en los octavos de final, vencieron a Dinamarca 3-0, mientras que en los cuartos de final, cayeron eliminados tras perder ante Brasil por 2-1. Finalizaron sextos en la tabla general.
En el Mundial 2006 de Alemania, Inglaterra formó el Grupo B con Suecia, Paraguay, y Trinidad y Tobago. Clasificaron a la siguiente ronda tras dos victorias consecutivas: sobre Paraguay 1-0, y sobre Trinidad y Tobago 2-0, respectivamente, luego empataron con Suecia 2-2. Ya en los octavos de final, vencieron a Ecuador 1-0. En los cuartos de final, cayeron eliminados tras perder por penales ante Portugal 3-1, luego de un empate 0-0, en Gelsenkirchen. Finalizaron en el séptimo lugar de la tabla general del torneo.
En el Mundial 2010 de Sudáfrica, Inglaterra disputó el Grupo C junto a Estados Unidos, Eslovenia y Argelia. Empataron en sus dos primeros partidos: con Estados Unidos 1-1, y con Argelia 0-0. Luego vencerían a Eslovenia 1-0 y lograrían la clasificación a la segunda fase. En los octavos de final, fueron eliminados en una goleada 1- 4 ante Alemania.
En el Mundial 2014, realizado en Brasil, Inglaterra fue eliminado en primera ronda por primera vez desde el Mundial 1958. Incluida en el Grupo D con Costa Rica, Uruguay e Italia, era favorita a clasificarse a octavos de final junto a Italia. Sin embargo, los ingleses fueron eliminados de manera temprana tras dos derrotas consecutivas: ante Italia y Uruguay, respectivamente, ambas por 2-1. En su despedida, empataron con Costa Rica 0-0.
Para la Eurocopa 2016, Inglaterra llegó como una de las grandes candidatas a ganar el torneo, tras haber ganado todos los partidos de la fase de clasificación. Sin embargo, en su primer partido, igualó 1-1 frente a Rusia. Luego derrotó 2-1 a Gales y en su último partido iguala sin goles contra la debutante Eslovaquia, clasificándose así en el segundo puesto. En octavos de final, enfrentaron a la "cenicienta del torneo", Islandia, que contra todo pronóstico ganó 2-1 y eliminó a Inglaterra de la competición. Su entrenador, Roy Hodgson, renunció de inmediato. Poco menos de un mes después fue reemplazado por Sam Allardyce. Después de solo 67 días, Allardyce renunció a su cargo directivo por mutuo acuerdo, luego de una presunta infracción de las reglas de la FA, convirtiéndose en el entrenador permanente de Inglaterra con menos tiempo en el cargo. Sin embargo, debido a que su único partido fue una victoria por 1-0 contra Eslovaquia, dejó el trabajo con un índice de 100% de victorias, mejor que el de cualquier otro entrenador de Inglaterra en la historia..
Gareth Southgate, entonces entrenador del equipo inglés sub-21, fue designado temporalmente a cargo de la selección nacional hasta noviembre de 2016, cuando se le otorgaría el puesto de manera permanente. Bajo el mando de Southgate, Inglaterra terminó primero en el grupo clasificatorio para la Copa Mundial de la FIFA 2018, permaneciendo invicto en el proceso pero con un rendimiento bastante flojo.
En el torneo, celebrado en Rusia, Inglaterra inició el mundial ganándole con sufrimiento 1-2 a Túnez con goles de Harry Kane de doblete y para los africanos descontó Ferjani Sassi, en su segunda salida vencieron por goleada 6-1 a la débil debutante Panamá con goles de Harry Kane de tripleta, John Stones de doblete y Jesse Lingard mientras que para los Panameños marco Felipe Baloy convirtiendo el primer gol de Panamá en los Mundiales y finalmente se enfrentaron a la líder Bélgica donde caerían por la mínima 0-1 con gol del belga Adnan Januzaj clasificando a los Octavos como segunda del grupo con 6 puntos producto de 2 victorias y una derrota detrás de Bélgica con 9 unidades.
Ya en octavos de final se enfrentaron a Colombia donde en los 90 minutos igualaron 1-1 donde Harry Kane adelantaría a los ingleses por medio de un penal al minuto 57 pero al minuto 90+4 los Cafeteros igualarían con gol de Yerry Mina en un cabezazo preciso picando al piso ejecutado por un tiro de esquina forzando el tiempo extra pero en los penales tendrían suerte los ingleses tras fallar los tiros los colombianos Mateus Uribe y Carlos Bacca eliminando a Colombia en los penaltis. En cuartos de final se verían las caras con Suecia donde con poco y sufriendo más de la cuenta pudieron derrotar a los Suecos 0-2 con goles de Harry Maguire y Dele Alli clasificando a la semifinal después de 28 años. En Semifinales se enfrentaron a la sorprendente Croacia donde Allí no pudieron y fueron superados 2-1 en tiempo extra con goles de Ivan Perišić y Mario Mandžukić para los croatas mientras que Kieran Trippier descontaría para los ingleses desvaneciendo toda posibilidad de llegar a la final. Ya en el partido por el tercer lugar, Inglaterra se despidió del mundial con una nueva derrota a manos de un viejo conocido que en este caso fue Bélgica donde ya se vieron en la fase de grupos y nuevamente los Belgas los derrotarían por 2-0 con goles de Thomas Meunier y Eden Hazard así finalizando en la cuarta posición del mundial de Rusia 2018.
Con la llegada de la Pandemia de COVID-19 a finales del 2019, el fútbol se detendría unos meses en Europa, sin embargo con la disputa de la nueva edición de Liga de Naciones de la UEFA el calendario futbolístico se reanudaría. Ya en dicha competencia, Inglaterra competiría en la "Liga A" y tendría como rivales a Dinamarca, Islandia y Bélgica, donde quedó tercera en su grupo y por lo tanto fuera de la fase final de dicho torneo.
Para 2021 el conjunto inglés disputó la Eurocopa (que inicialmente sería en 2020, pero por pandemia se postergo para 2021), en este torneo Inglaterra sería sede de sus 3 partidos de fase de grupos donde no tuvo problema para derrotar a Croacia y República Checa ambos por 1-0, y un agridulce empate ante sus eternos rivales vecinos los escoceses por 0-0.
En la fase de octavos los ingleses derrotarían a Alemania en Wembley por 2-0, en cuartos Inglaterra saldría de su país para jugar ante Ucrania en Roma, Italia, el marcador final fue de 4-0 para los británicos.
En semifinales derroto con un polémico arbitraje a la sorpresa de esa edición Dinamarca por un ajustado 2-1 y con una soberbia actuación del portero danés Kasper Schmeichel para así acceder a su primera final continental.
En la final Inglaterra enfrentaría a Italia, donde al minuto 2 Luke Shaw adelantaba a Inglaterra 1-0, sin embargo Bonucci empataría el marcador, para así mandar el juego a tiempo extra y posteriormente a penales donde al final Italia derrocó al conjunto británico por 3-2.
El 10 de julio de 2024, alcanzó su segunda final consecutiva de Eurocopa tras vencer a Holanda con un goles de Harry Kane y Ollie Watkins en el 90', siendo la cuarta selección tras la URSS, Alemania y España en alcanzarlo en 2 ediciones seguidas. El 14 de julio disputó la Final de la Euro 2024 contra España, siendo derrotada por 2 goles a 1, Nico Williams y Mikel Oyarzabal fueron los encargados de marcar para los ibéricos, mientras que Cole Palmer puso el tanto para los británicos.  De esta forma, Southgate alcanza en 8 años lo que no se había hecho en los 86 años anteriores, que es el hecho de haber disputado más de una final en campeonatos internacionales.

## Uniforme y escudo
La selección de fútbol de Inglaterra es uno de los pocos combinados que nunca ha modificado los colores principales de su camiseta. Desde su temprana creación en 1872, ha vestido siempre con el color blanco como tono principal y mayoritario. No así en el resto del uniforme, que ha variado entre el blanco y un azul marino, en el caso del calzón, siendo este último el más utilizado a lo largo de la historia inglesa, a los que habría que añadir a los ya citados también el rojo y el negro en el caso de las medias.
La historia del escudo se remonta a la época de Enrique II cuando se vieron por primera vez unas armas reales, con una inscripción heráldica que citaba: 

De gules, un león de oro, armado y lampasado de azur.

 Este sería el origen del actual escudo. Una década después, sería en 1198 cuando Ricardo "Corazón de León", comenzó a utilizar el escudo que se conserva hasta hoy en día, agregando dos leones correspondientes, uno por el ducado de Aquitania, para obtenerse la cita: 

En un campo de gules, tres leones pasantes de oro, armados y lampasados de azur.

 El escudo ya no se abandonaría hasta la actualidad, pero se le añadiría un matiz para diferenciar el escudo del equipo nacional de críquet: la rosa Tudor. Éstas, con unos leones redibujados más alargados, y rodeados por las rosas rojas. Diez, en representación de las divisiones regionales, cada una de las cuales tiene un asiento en el Consejo de la Asociación de Fútbol.
No luce en su camiseta la estrella de cinco puntas sobre el escudo, como le corresponde por haber ganado la Copa del Mundo de 1966, porque consideran que no la ganaron de forma correcta debido al polémico gol de la victoria en la final.
| Primera equipación | (Ver evolución) | Equipación actual |

## Rivalidades
La selección inglesa mantiene distintas rivalidades con otras selecciones, algunas de ellas muy marcadas. Empezando por sus vecinas de las islas británicas, con las que disputaba los primeros partidos de la historia de los combinados nacionales.
Entre ellas, destacan sobre todo tres de ellas. Frente a la selección escocesa, presente desde su primer enfrentamiento en 1872.
La selección inglesa mantiene también la rivalidad propia de equipos vecinos, acrecentada por ser además integrantes del mismo país, Reino Unido. A la ya citada Escocia, los distintos combinados de las islas británicas: la selección galesa, la selección norirlandesa mantienen también una rivalidad con Inglaterra, que vivió su máximo apogeo en el extinto British Home Championship.
Sin embargo, estas rivalidades han perdido cierto peso debido a la diferencia de éxito de Inglaterra en comparación al resto de las selecciones y el desarrollo de nuevas rivalidades del seleccionado inglés a lo largo del siglo XX con otros países de mayor éxtio deportivo aunque muchas veces la rivalidad haya nacido por cuestiones extrafutbolísticas, como conflictos bélicos.

### Rivalidad conEscocia
La rivalidad con los escoceses es una de las más importantes y la más antigua a nivel de selecciones, propiciada por ser ambos conjuntos de asociaciones vecinas., La rivalidad se acrecentó además por el hecho de ser las dos primeras selecciones existentes en el fútbol, jugándose su primer encuentro el 30 de noviembre de 1872 en Hamilton Crescent, Glasgow. Dicha proximidad geográfica entre ambos países y algunos hechos ocurridos a lo largo de la historia provoca una gran rivalidad entre sí que se refleja por lo general en diversas competiciones deportivas. Aunque actualmente se ha visto disminuida por las discretas actuaciones de la selección de Escocia en los torneos internacionales, antaño fue una de las más atrayentes en el panorama futbolístico. Sus duelos comenzaron en 1872, y se acrecentaron en la disputa del British Home Championship, donde fueron las dos selecciones más laureadas. Su rivalidad se vio acrecentada por el nacionalismo escocés, que aboga por una independencia de Escocia del Reino Unido y que provoca el deseo de querer vencer a los ingleses en un encuentro al que los medios escoceses se refieren como el "Auld Enemy" (Enemigo de antaño o viejo enemigo).
Hasta junio de 2021, fecha del último encuentro oficial entre ambos, se han enfrentado un total de 115 ocasiones en los que el resultado fue favorable a Inglaterra en 48 partidos y a Escocia en 41, sumando un resto de 26 empates. Un balance muy equilibrado pese a la cantidad de encuentros entre ambos (más que entre otras dos selecciones cualquiera), que hacen gala de esta gran rivalidad en la que en los primeros años Escocia dominaba, para dar paso al dominio actual de los ingleses.

### Rivalidad conArgentina
Argentina es considerada en Inglaterra como uno de los rivales más importantes del combinado inglés, junto con Escocia. Por otra parte, Inglaterra es apreciada por la población argentina como uno de sus rivales más importantes debido a motivos relacionados con el fútbol (como lo ocurrido en el mundial de 1966) y también por motivos extra-futbolísticos. Este clásico forma parte de las rivalidades de los históricos protagonistas de los mundiales de fútbol.
Aunque esta rivalidad se originó por un partido de la Copa Mundial de Fútbol de 1966, fue exacerbada en particular por un hecho no futbolístico, la guerra de las Malvinas de 1982 entre las dos naciones, y ha sido propagada por varios incidentes controversiales o notables en partidos subsecuentes, por ejemplo, el gol con la mano de Diego Armando Maradona, comúnmente llamado el gol de la mano de Dios en la Copa Mundial de Fútbol de 1986. Además, Argentina e Inglaterra han mantenido diversos conflictos a lo largo de su historia, entre ellas las Invasiones Británicas a Buenos Aires en 1806 y 1807, el incidente de Malvinas de 1833, la guerra del Paraná durante el gobierno de Juan Manuel de Rosas (1845 a 1850) y finalmente, la guerra del Atlántico Sur, hechos que avivaron de algún modo ese antagonismo histórico.
Hasta noviembre del 2005, fecha del último encuentro entre ambos, se han enfrentado en un total de 15 ocasiones (entre amistosos y competencias oficiales), con 6 victorias inglesas, 3 triunfos argentinos y 3 empates. Por mundiales los duelos fueron 5 y la ventaja también es para Inglaterra, que ganó 3 encuentros, con un empate y un triunfo albiceleste.

### Rivalidad conAlemania
La rivalidad entre germanos e ingleses vino generada principalmente por los conflictos políticos y bélicos que se vivieron a comienzos del siglo XX por la Primera Guerra Mundial, y en especial y más tarde, por la Segunda Guerra Mundial. De hecho, en Inglaterra, aún se siguen refiriendo a los enfrentamientos con denominaciones propias del conflicto bélico,, y creó un antigermanismo en algunos ciudadanos ingleses que sin embargo no es tan fervoroso entre los ciudadanos alemanes.
En total han disputado 35 partidos (entre amistosos y competencias oficiales), con 14 triunfos ingleses, 13 victorias alemanas y 8 empates.

## Jugadores
Algunos de los más destacados futbolistas de la historia han pasado por la selección inglesa desde 1872: Gary Lineker, Stanley Matthews, Gordon Banks, Bobby Moore, Bobby Charlton, David Beckham, Michael Owen, Paul Ince, Steve McManaman, Rio Ferdinand, Paul Gascoigne, Ian Wright, Alan Shearer, Peter Shilton, Bobby Robson, Gary Neville, Paul Scholes, Glenn Hoddle, Teddy Sheringham, John Barnes, Billy Wright, Tony Adams, Wayne Rooney, Frank Lampard, Steven Gerrard o John Terry. Su mayor éxito fue levantar la Copa Mundial en la edición de 1966 celebrada en suelo inglés.
Entre ellos destacan además, entre otros, Harry Kane, Marcus Rashford, Harry Maguire, Raheem Sterling o Jude Bellingham como importantes referentes de la actualidad inglesa.

### Última convocatoria
Actualizado el 24 de marzo de 2025
Lista de jugadores convocados para los partidos de la Clasificación de UEFA para la Copa Mundial de Fútbol de 2026 celebrados en marzo de 2025.
| N.º | Nombre             | Posición      | Edad    | PJ  | Goles | Club                    |
| --- | ------------------ | ------------- | ------- | --- | ----- | ----------------------- |
| 1   | Jordan Pickford    | Portero       | 31 años | 75  | 0     | Everton F. C.           |
| 13  | Dean Henderson     | Portero       | 28 años | 2   | 0     | Crystal Palace F. C.    |
| 22  | James Trafford     | Portero       | 22 años | 0   | 0     | Burnley F. C.           |
| 2   | Kyle Walker        | Defensa       | 35 años | 95  | 1     | A. C. Milan             |
| 3   | Reece James        | Defensa       | 25 años | 18  | 1     | Chelsea F. C.           |
| 5   | Ezri Konsa         | Defensa       | 27 años | 11  | 0     | Aston Villa F. C.       |
| 6   | Marc Guéhi         | Defensa       | 25 años | 23  | 0     | Crystal Palace F. C.    |
| 12  | Dan Burn           | Defensa       | 33 años | 1   | 0     | Newcastle United F. C.  |
| 14  | Levi Colwill       | Defensa       | 22 años | 4   | 0     | Chelsea F. C.           |
| 21  | Jarell Quansah     | Defensa       | 22 años | 0   | 0     | Liverpool F. C.         |
| 23  | Myles Lewis-Skelly | Defensa       | 18 años | 2   | 1     | Arsenal F. C.           |
| 4   | Declan Rice        | Mediocampista | 26 años | 64  | 5     | Arsenal F. C.           |
| 8   | Jordan Henderson   | Mediocampista | 35 años | 83  | 3     | A. F. C. Ajax           |
| 10  | Jude Bellingham    | Mediocampista | 22 años | 42  | 6     | Real Madrid C. F.       |
| 15  | Eberechi Eze       | Mediocampista | 27 años | 10  | 1     | Crystal Palace F. C.    |
| 16  | Morgan Rogers      | Mediocampista | 23 años | 4   | 0     | Aston Villa F. C.       |
| 17  | Curtis Jones       | Mediocampista | 24 años | 4   | 1     | Liverpool F. C.         |
| 18  | Morgan Gibbs-White | Mediocampista | 25 años | 2   | 0     | Nottingham Forest F. C. |
| 7   | Phil Foden         | Delantero     | 25 años | 45  | 4     | Manchester City F. C.   |
| 9   | Harry Kane         | Delantero     | 32 años | 105 | 71    | F. C. Bayern            |
| 11  | Marcus Rashford    | Delantero     | 27 años | 62  | 17    | Aston Villa F. C.       |
| 19  | Dominic Solanke    | Delantero     | 27 años | 3   | 0     | Tottenham Hotspur F. C. |
| 20  | Jarrod Bowen       | Delantero     | 28 años | 16  | 1     | West Ham United F. C.   |

### Más participaciones
Actualizado hasta el 21 de marzo de 2025.
| #  | Jugador        | Periodo   | Partidos | Campeonato | Logros |
| -- | -------------- | --------- | -------- | ---------- | ------ |
| 1  | Peter Shilton  | 1970–1990 | 125      | -          | -      |
| 2  | Wayne Rooney   | 2003–2018 | 120      | -          | -      |
| 3  | David Beckham  | 1996–2009 | 115      | -          | -      |
| 4  | Steven Gerrard | 2000–2014 | 114      | -          | -      |
| 5  | Bobby Moore    | 1962–1973 | 108      |            |        |
| 6  | Ashley Cole    | 2001–2014 | 107      | -          | -      |
| 7  | Bobby Charlton | 1958–1970 | 106      |            |        |
| 7  | Frank Lampard  | 1999–2014 | 106      | -          | -      |
| 8  | Billy Wright   | 1946–1959 | 105      | -          | -      |
| 9  | Harry Kane     | 2015–Act  | 104      | -          |        |
| 10 | Bryan Robson   | 1980–1991 | 90       | -          | -      |

### Máximos goleadores
Actualizado hasta el 21 de marzo de 2025.
| #  | Jugador         | Periodo   | Goles | PJ. | Promedio | Campeonato | Logros |
| -- | --------------- | --------- | ----- | --- | -------- | ---------- | ------ |
| 1  | Harry Kane      | 2015–act. | 70    | 104 | 0,67     |            |        |
| 2  | Wayne Rooney    | 2003–2018 | 53    | 120 | 0,44     | -          | -      |
| 3  | Bobby Charlton  | 1958-1970 | 49    | 106 | 0,46     |            |        |
| 4  | Gary Lineker    | 1984-1992 | 48    | 80  | 0,60     | -          | -      |
| 5  | Jimmy Greaves   | 1959-1967 | 44    | 57  | 0,77     |            |        |
| 6  | Michael Owen    | 1998-2008 | 40    | 89  | 0,45     | -          | -      |
| 7  | Nat Lofthouse   | 1950-1958 | 30    | 33  | 0,91     | -          | -      |
| 7  | Alan Shearer    | 1992-2000 | 30    | 63  | 0,48     | -          |        |
| 7  | Tom Finney      | 1946-1958 | 30    | 76  | 0,39     | -          | -      |
| 8  | Vivian Woodward | 1880-1889 | 29    | 23  | 1,26     | -          | -      |
| 8  | Frank Lampard   | 1999-2014 | 29    | 106 | 0,27     | -          | -      |
| 9  | Steve Bloomer   | 1895-1907 | 28    | 23  | 1,22     | -          | -      |
| 10 | David Platt     | 1989-1996 | 27    | 62  | 0,44     | -          | -      |

## Entrenadores
| Entrenador               | Periodo       |
| ------------------------ | ------------- |
| Walter Winterbottom      | 1946-1962     |
| Alf Ramsey               | 1963-1974     |
| Joe Mercer               | 1974          |
| Don Revie                | 1974-1977     |
| Ron Greenwood            | 1977-1982     |
| Bobby Robson             | 1982-1990     |
| Graham Taylor            | 1990-1993     |
| Terry Venables           | 1994-1996     |
| Glenn Hoddle             | 1996-1999     |
| Howard Wilkinson1        | 1999-2000     |
| Kevin Keegan             | 1999-2000     |
| Peter Taylor2            | 2000          |
| Sven-Göran Eriksson      | 2001-2006     |
| Steve McClaren           | 2006-2007     |
| Fabio Capello            | 2008-2012     |
| Stuart Pearce (interino) | 2012          |
| Roy Hodgson              | 2012-2016     |
| Sam Allardyce            | 2016          |
| Gareth Southgate         | 2016-2024     |
| Lee Carsley (interino)   | 2024          |
| Thomas Tuchel            | 2025-presente |

1 Dirigió al equipo en dos separadas ocasiones como encargo del entrenador
2 Dirigió un solo encuentro como encargo del entrenador

## Resultados
Véase también: Anexo:Partidos de la selección de fútbol de Inglaterra en el siglo XIX y siglo XX y Anexo:Partidos de la selección de fútbol de Inglaterra en el siglo XXI

### Últimos y próximos encuentros
Actualizado al último partido jugado el 10 de junio de 2025.
| Fecha      | Ciudad           | Local      | Resultado      | Visitante    | Competición                     |
| ---------- | ---------------- | ---------- | -------------- | ------------ | ------------------------------- |
| 16-06-2024 | Gelsenkirchen    | Inglaterra | 1:0            | Serbia       | Eurocopa 2024                   |
| 20-06-2024 | Frankfurt        | Inglaterra | 1:1            | Dinamarca    | Eurocopa 2024                   |
| 25-06-2024 | Colonia          | Eslovenia  | 0:0            | Inglaterra   | Eurocopa 2024                   |
| 30-06-2024 | Gelsenkirchen    | Inglaterra | 2:1            | Eslovaquia   | Eurocopa 2024                   |
| 06-07-2024 | Düsseldorf       | Inglaterra | 1:1 (5:3 pen.) | Suiza        | Eurocopa 2024                   |
| 10-07-2024 | Dortmund         | Inglaterra | 2:1            | Países Bajos | Eurocopa 2024                   |
| 14-07-2024 | Berlín           | Inglaterra | 1:2            | España       | Eurocopa 2024                   |
| 07-09-2024 | Dublín           | Irlanda    | 0:2            | Inglaterra   | Liga de Naciones UEFA 24/25     |
| 10-09-2024 | Londres          | Inglaterra | 2:0            | Finlandia    | Liga de Naciones UEFA 24/25     |
| 10-10-2024 | Londres          | Inglaterra | 1:2            | Grecia       | Liga de Naciones UEFA 24/25     |
| 13-10-2024 | Helsinki         | Finlandia  | 1:3            | Inglaterra   | Liga de Naciones UEFA 24/25     |
| 14-11-2024 | Atenas           | Grecia     | 0:3            | Inglaterra   | Liga de Naciones UEFA 24/25     |
| 17-11-2024 | Londres          | Inglaterra | 5:0            | Irlanda      | Liga de Naciones UEFA 24/25     |
| 21-03-2025 | Londres          | Inglaterra | 2:0            | Albania      | Clasificación Copa Mundial 2026 |
| 24-03-2025 | Londres          | Inglaterra | 3:0            | Letonia      | Clasificación Copa Mundial 2026 |
| 07-06-2025 | Andorra La Vieja | Andorra    | 0:1            | Inglaterra   | Clasificación Copa Mundial 2026 |
| 10-06-2025 | Nottingham       | Inglaterra | 1:3            | Senegal      | Partido amistoso                |
| 06-09-2025 | Birmingham       | Inglaterra | -:-            | Andorra      | Clasificación Copa Mundial 2026 |
| 09-09-2025 | Leskovac         | Serbia     | -:-            | Inglaterra   | Clasificación Copa Mundial 2026 |
| 09-10-2025 | Londres          | Inglaterra | -:-            | Gales        | Partido amistoso                |
| 14-10-2025 | Riga             | Letonia    | -:-            | Inglaterra   | Clasificación Copa Mundial 2026 |
| 13-11-2025 | Londres          | Inglaterra | -:-            | Serbia       | Clasificación Copa Mundial 2026 |
| 16-11-2025 | Tirana           | Albania    | -:-            | Inglaterra   | Clasificación Copa Mundial 2026 |

## Estadísticas

### Copa Mundial de Fútbol
| Año   | Ronda            | Posición        | PJ              | PG              | PE              | PP              | GF              | GC              | Dif.            | Goleador                           |                |
| ----- | ---------------- | --------------- | --------------- | --------------- | --------------- | --------------- | --------------- | --------------- | --------------- | ---------------------------------- | -------------- |
| 1930  | No participó     | No participó    | No participó    | No participó    | No participó    | No participó    | No participó    | No participó    | No participó    | No participó                       |                |
| 1934  | No participó     | No participó    | No participó    | No participó    | No participó    | No participó    | No participó    | No participó    | No participó    | No participó                       |                |
| 1938  | No participó     | No participó    | No participó    | No participó    | No participó    | No participó    | No participó    | No participó    | No participó    | No participó                       |                |
| 1950  | Primera fase     | 8.º             | 3               | 1               | 0               | 2               | 2               | 2               | 0               | Mortensen y Mannion: 1             |                |
| 1954  | Cuartos de final | 7.º             | 3               | 1               | 1               | 1               | 8               | 8               | 0               | Lofthouse: 3                       |                |
| 1958  | Primera fase     | 11.º            | 4               | 0               | 3               | 1               | 4               | 5               | -1              | Kevan: 2                           |                |
| 1962  | Cuartos de final | 8.º             | 4               | 1               | 1               | 2               | 5               | 6               | -1              | Flowers: 2                         |                |
| 1966  | Campeón          | 1.º             | 6               | 5               | 1               | 0               | 11              | 3               | +8              | Geoff Hurst: 4                     |                |
| 1970  | Cuartos de final | 8.º             | 4               | 2               | 0               | 2               | 4               | 4               | 0               | Hurst, Clarke, Mullery y Peters: 1 |                |
| 1974  | No se clasificó  | No se clasificó | No se clasificó | No se clasificó | No se clasificó | No se clasificó | No se clasificó | No se clasificó | No se clasificó | No se clasificó                    |                |
| 1978  | No se clasificó  | No se clasificó | No se clasificó | No se clasificó | No se clasificó | No se clasificó | No se clasificó | No se clasificó | No se clasificó | No se clasificó                    |                |
| 1982  | Segunda fase     | 6.º             | 5               | 3               | 2               | 0               | 6               | 1               | +5              | Robson y Francis: 2                |                |
| 1986  | Cuartos de final | 8.º             | 5               | 2               | 1               | 2               | 7               | 3               | +4              | Gary Lineker: 6                    |                |
| 1990  | Cuarto lugar     | 4.º             | 7               | 3               | 3               | 1               | 8               | 6               | +2              | Gary Lineker: 4                    |                |
| 1994  | No se clasificó  | No se clasificó | No se clasificó | No se clasificó | No se clasificó | No se clasificó | No se clasificó | No se clasificó | No se clasificó | No se clasificó                    |                |
| 1998  | Octavos de final | 9.º             | 4               | 2               | 1               | 1               | 7               | 4               | +3              | Owen y Shearer: 2                  |                |
| 2002  | Cuartos de final | 6.º             | 5               | 2               | 2               | 1               | 6               | 3               | +3              | Owen: 2                            |                |
| 2006  | Cuartos de final | 7.º             | 5               | 3               | 2               | 0               | 6               | 2               | +4              | Gerrard: 2                         |                |
| 2010  | Octavos de final | 13.º            | 4               | 1               | 2               | 1               | 3               | 5               | -2              | Gerrard, Defoe y Upson: 1          |                |
| 2014  | Primera fase     | 26.º            | 3               | 0               | 1               | 2               | 2               | 4               | -2              | Sturridge y Rooney: 1              |                |
| 2018  | Cuarto lugar     | 4.º             | 7               | 3               | 1               | 3               | 12              | 8               | +4              | Harry Kane: 6                      |                |
| 2022  | Cuartos de final | 6.°             | 5               | 3               | 1               | 1               | 13              | 4               | +9              | Rashford y Saka: 3                 |                |
| 2026  | Por disputarse   | Por disputarse  | Por disputarse  | Por disputarse  | Por disputarse  | Por disputarse  | Por disputarse  | Por disputarse  | Por disputarse  | Por disputarse                     | Por disputarse |
| 2030  | Por disputarse   | Por disputarse  | Por disputarse  | Por disputarse  | Por disputarse  | Por disputarse  | Por disputarse  | Por disputarse  | Por disputarse  | Por disputarse                     | Por disputarse |
| 2034  | Por disputarse   | Por disputarse  | Por disputarse  | Por disputarse  | Por disputarse  | Por disputarse  | Por disputarse  | Por disputarse  | Por disputarse  | Por disputarse                     | Por disputarse |
| Total | 16/22            | 6.º             | 74              | 32              | 22              | 20              | 104             | 68              | +36             | Gary Lineker: 10                   |                |

### Eurocopa
| Año   | Ronda             | Posición          | PJ                | PG                | PE                | PP                | GF                | GC                | Dif.              | Goleador                                       |
| ----- | ----------------- | ----------------- | ----------------- | ----------------- | ----------------- | ----------------- | ----------------- | ----------------- | ----------------- | ---------------------------------------------- |
| 1960  | Sin participación | Sin participación | Sin participación | Sin participación | Sin participación | Sin participación | Sin participación | Sin participación | Sin participación | Sin participación                              |
| 1964  | No se clasificó   | No se clasificó   | No se clasificó   | No se clasificó   | No se clasificó   | No se clasificó   | No se clasificó   | No se clasificó   | No se clasificó   | No se clasificó                                |
| 1968  | Tercer lugar      | 3.º               | 2                 | 1                 | 0                 | 1                 | 2                 | 1                 | +1                | Charlton y Hurst: 1                            |
| 1972  | No se clasificó   | No se clasificó   | No se clasificó   | No se clasificó   | No se clasificó   | No se clasificó   | No se clasificó   | No se clasificó   | No se clasificó   | No se clasificó                                |
| 1976  | No se clasificó   | No se clasificó   | No se clasificó   | No se clasificó   | No se clasificó   | No se clasificó   | No se clasificó   | No se clasificó   | No se clasificó   | No se clasificó                                |
| 1980  | Primera ronda     | 6.º               | 3                 | 1                 | 1                 | 1                 | 3                 | 3                 | 0                 | Brooking, Wilkins y Woodcock: 1                |
| 1984  | No se clasificó   | No se clasificó   | No se clasificó   | No se clasificó   | No se clasificó   | No se clasificó   | No se clasificó   | No se clasificó   | No se clasificó   | No se clasificó                                |
| 1988  | Primera ronda     | 7.º               | 3                 | 0                 | 0                 | 3                 | 2                 | 7                 | -5                | Adams y Robson: 1                              |
| 1992  | Primera ronda     | 7.º               | 3                 | 0                 | 2                 | 1                 | 1                 | 2                 | -1                | David Platt: 1                                 |
| 1996  | Semifinales       | 3.º               | 5                 | 2                 | 3                 | 0                 | 8                 | 3                 | +5                | Alan Shearer: 5                                |
| 2000  | Primera ronda     | 11.º              | 3                 | 1                 | 0                 | 2                 | 5                 | 6                 | -1                | Alan Shearer: 2                                |
| 2004  | Cuartos de final  | 5.º               | 4                 | 2                 | 1                 | 1                 | 10                | 6                 | +4                | Wayne Rooney: 4                                |
| 2008  | No se clasificó   | No se clasificó   | No se clasificó   | No se clasificó   | No se clasificó   | No se clasificó   | No se clasificó   | No se clasificó   | No se clasificó   | No se clasificó                                |
| 2012  | Cuartos de final  | 5.º               | 4                 | 2                 | 2                 | 0                 | 5                 | 3                 | +2                | Carroll, Lescott, Rooney, Walcott y Welbeck: 1 |
| 2016  | Octavos de final  | 12.º              | 4                 | 1                 | 2                 | 1                 | 4                 | 4                 | 0                 | Dier, Rooney, Sturridge y Vardy: 1             |
| 2020  | Subcampeón        | 2.º               | 7                 | 5                 | 2                 | 0                 | 11                | 2                 | +9                | Harry Kane: 4                                  |
| 2024  | Subcampeón        | 2.º               | 7                 | 3                 | 3                 | 1                 | 8                 | 6                 | +2                | Harry Kane: 3                                  |
| 2028  | Por disputarse    | Por disputarse    | Por disputarse    | Por disputarse    | Por disputarse    | Por disputarse    | Por disputarse    | Por disputarse    | Por disputarse    | Por disputarse                                 |
| 2032  | Por disputarse    | Por disputarse    | Por disputarse    | Por disputarse    | Por disputarse    | Por disputarse    | Por disputarse    | Por disputarse    | Por disputarse    | Por disputarse                                 |
| Total | 11/17             | 7.º               | 45                | 18                | 16                | 11                | 59                | 43                | +16               | Shearer y Kane: 7                              |

### Copa FIFA Confederaciones
| Año   | Ronda           | Posición        | PJ              | PG              | PE              | PP              | GF              | GC              | Dif.            | Goleador        |
| ----- | --------------- | --------------- | --------------- | --------------- | --------------- | --------------- | --------------- | --------------- | --------------- | --------------- |
| 1992  | No se clasificó | No se clasificó | No se clasificó | No se clasificó | No se clasificó | No se clasificó | No se clasificó | No se clasificó | No se clasificó | No se clasificó |
| 1995  | No se clasificó | No se clasificó | No se clasificó | No se clasificó | No se clasificó | No se clasificó | No se clasificó | No se clasificó | No se clasificó | No se clasificó |
| 1997  | No se clasificó | No se clasificó | No se clasificó | No se clasificó | No se clasificó | No se clasificó | No se clasificó | No se clasificó | No se clasificó | No se clasificó |
| 1999  | No se clasificó | No se clasificó | No se clasificó | No se clasificó | No se clasificó | No se clasificó | No se clasificó | No se clasificó | No se clasificó | No se clasificó |
| 2001  | No se clasificó | No se clasificó | No se clasificó | No se clasificó | No se clasificó | No se clasificó | No se clasificó | No se clasificó | No se clasificó | No se clasificó |
| 2003  | No se clasificó | No se clasificó | No se clasificó | No se clasificó | No se clasificó | No se clasificó | No se clasificó | No se clasificó | No se clasificó | No se clasificó |
| 2005  | No se clasificó | No se clasificó | No se clasificó | No se clasificó | No se clasificó | No se clasificó | No se clasificó | No se clasificó | No se clasificó | No se clasificó |
| 2009  | No se clasificó | No se clasificó | No se clasificó | No se clasificó | No se clasificó | No se clasificó | No se clasificó | No se clasificó | No se clasificó | No se clasificó |
| 2013  | No se clasificó | No se clasificó | No se clasificó | No se clasificó | No se clasificó | No se clasificó | No se clasificó | No se clasificó | No se clasificó | No se clasificó |
| 2017  | No se clasificó | No se clasificó | No se clasificó | No se clasificó | No se clasificó | No se clasificó | No se clasificó | No se clasificó | No se clasificó | No se clasificó |
| Total | 0/10            | 0.º             | 0               | 0               | 0               | 0               | 0               | 0               | 0               | -               |

### Liga de Naciones de la UEFA
| Liga A  | Liga A     | Liga A         | Liga A         | Liga A         | Liga A         | Liga A         | Liga A         | Liga A         | Liga A         | Liga A         | Liga A         | Liga A             |
| Edición | Fase final | Mov            | Resultado      | Posición       | PJ             | PG             | PE             | PP             | GF             | GC             | Dif            | Goleador           |
| ------- | ---------- | -------------- | -------------- | -------------- | -------------- | -------------- | -------------- | -------------- | -------------- | -------------- | -------------- | ------------------ |
| 2018-19 | 2019       |                | Tercer Lugar   | 3.º            | 6              | 2              | 2              | 2              | 7              | 8              | -1             | Marcus Rashford: 3 |
| 2020-21 | 2021       |                | Primera fase   | 9.º            | 6              | 3              | 1              | 2              | 7              | 4              | +3             | Mount, Foden : 2   |
| 2022-23 | 2023       | Salió          | Descendido     | 15°            | 6              | 0              | 3              | 3              | 4              | 10             | -6             | Kane: 2            |
| 2024-25 | 2025       | Por disputarse | Por disputarse | Por disputarse | Por disputarse | Por disputarse | Por disputarse | Por disputarse | Por disputarse | Por disputarse | Por disputarse | Por disputarse     |
| Total   | Total      | Total          | 3/3            | 7.º            | 18             | 5              | 6              | 7              | 18             | 22             | -4             | Marcus Rashford: 4 |

## Clasificación FIFA
| Año/mes                                                                                   | Enero       | Febrero     | Marzo       | abril       | Mayo        | Junio       | Julio       | Agosto      | Septiembre  | Octubre     | Noviembre   | Diciembre   |
| ----------------------------------------------------------------------------------------- | ----------- | ----------- | ----------- | ----------- | ----------- | ----------- | ----------- | ----------- | ----------- | ----------- | ----------- | ----------- |
| 1993                                                                                      | --          | --          | --          | --          | --          | --          | --          | 11.º        | 5.º         | 10.º        | 8.º         | 11.º        |
| 1994                                                                                      | --          | 12.º        | 12.º        | 16.º        | 15.º        | 15.º        | 18.º        | --          | 18.º        | 17.º        | 16.º        | 18.º        |
| 1995                                                                                      | --          | 20.º        | --          | 20.º        | 21.º        | 22.º        | 22.º        | 22.º        | 18.º        | 22.º        | 20.º        | 21.º        |
| 1996                                                                                      | 24.º        | 27.º        | --          | 23.º        | 24.º        | --          | 13.º        | 13.º        | 12.º        | 12.º        | 12.º        | 12.º        |
| 1997                                                                                      | --          | 12.º        | --          | 14.º        | 13.º        | 7.º         | 8.º         | 7.º         | 7.º         | 7.º         | 6.º         | 4.º         |
| 1998                                                                                      | --          | 5.º         | 5.º         | 5.º         | 5.º         | --          | 10.º        | 10.º        | 11.º        | 10.º        | 11.º        | 9.º         |
| 1999                                                                                      | 11.º        | 11.º        | 11.º        | 10.º        | 11.º        | 13.º        | 14.º        | 14.º        | 12.º        | 12.º        | 11.º        | 12.º        |
| 2000                                                                                      | 12.º        | 11.º        | 11.º        | 13.º        | 12.º        | 12.º        | 15.º        | 13.º        | 14.º        | 15.º        | 16.º        | 17.º        |
| 2001                                                                                      | 17.º        | 17.º        | 16.º        | 14.º        | 14.º        | 13.º        | 15.º        | 15.º        | 9.º         | 9.º         | 10.º        | 10.º        |
| 2002                                                                                      | 10.º        | 10.º        | 12.º        | 11.º        | 12.º        | --          | 8.º         | 7.º         | 9.º         | 6.º         | 6.º         | 7.º         |
| 2003                                                                                      | 8.º         | 8.º         | 9.º         | 7.º         | 7.º         | 8.º         | 10.º        | 8.º         | 6.º         | 6.º         | 8.º         | 8.º         |
| 2004                                                                                      | 8.º         | 7.º         | 6.º         | 10.º        | 12.º        | 13.º        | 8.º         | 7.º         | 7.º         | 7.º         | 7.º         | 8.º         |
| 2005                                                                                      | 8.º         | 8.º         | 8.º         | 6.º         | 6.º         | 7.º         | 8.º         | 7.º         | 11.º        | 9.º         | 9.º         | 9.º         |
| 2006                                                                                      | 9.º         | 9.º         | 9.º         | 10.º        | 10.º        | --          | 5.º         | 5.º         | 4.º         | 5.º         | 5.º         | 5.º         |
| 2007                                                                                      | 6.º         | 6.º         | 6.º         | 8.º         | 8.º         | 8.º         | 12.º        | 12.º        | 9.º         | 11.º        | 12.º        | 12.º        |
| 2008                                                                                      | 12.º        | 11.º        | 11.º        | 11.º        | 11.º        | 9.º         | 15.º        | 14.º        | 15.º        | 14.º        | 10.º        | 8.º         |
| 2009                                                                                      | 8.º         | 8.º         | 9.º         | 7.º         | 7.º         | 6.º         | 7.º         | 7.º         | 7.º         | 7.º         | 9.º         | 9.º         |
| 2010                                                                                      | --          | 9.º         | 8.º         | 7.º         | 8.º         | 8.º         | 7.º         | 7.º         | 6.º         | 6.º         | 6.º         | 6.º         |
| 2011                                                                                      | 6.º         | 6.º         | 6.º         | 6.º         | 6.º         | 4.º         | 6.º         | 4.º         | 8.º         | 7.º         | 5.º         | 5.º         |
| 2012                                                                                      | 5.º (1173)  | 5.º (1179)  | 6.º (1121)  | 7.º (1132)  | 7.º (1132)  | 6.º (1145)  | 4.º (1294)  | 3.º (1294)  | 3.º (1274)  | 5.º (1196)  | 6.º (1167)  | 6.º (1151)  |
| 2013                                                                                      | 6.º (1151)  | 4.º (1160)  | 4.º (1174)  | 7.º (1135)  | 7.º (1135)  | 9.º (1095)  | 15.º (994)  | 14.º (994)  | 17.º (947)  | 10.º (1080) | 13.º (1041) | 13.º (1041) |
| 2014                                                                                      | 13.º (1041) | 15.º (1032) | 12.º (1045) | 11.º (1043) | 11.º (1043) | 10.º (1090) | 20.º (911)  | 20.º (915)  | 18.º (935)  | 12.º (1090) | 13.º (1114) | 13.º (1114) |
| 2015                                                                                      | 13.º (1032) | 15.º (1028) | 17.º (1031) | 14.º (1030) | 14.º (1030) | 15.º (1051) | 9.º (1157)  | 8.º (1157)  | 10.º (1143) | 10.º (1161) | 9.º (1179)  | 9.º (1106)  |
| 2016                                                                                      | 9.º (1106)  | 9.º (1106)  | 9.º (1112)  | 10.º (1069) | 10.º (1069) | 11.º (1069) | 13.º (1107) | 13.º (1107) | 12.º (1130) | 12.º (1090) | 13.º (1114) | 13.º (1114) |
| 2017                                                                                      | 13.º (1114) | 13.º (1113) | 13.º (1114) | 14.º (1103) | 14.º (1103) | 13.º (1119) | 13.º (1051) | 13.º (1051) | 15.º (1056) | 12.º (1116) | 15.º (1047) | 15.º (1047) |
| 2018                                                                                      | 16.º (1047) | 16.º (1047) | 16.º (1047) | 13.º (1040) | 13.º (1040) | 12.º (1051) | --          | 6.º (1615)  | 6.º (1612)  | 5.º (1619)  | 5.º (1631)  | 5.º (1631)  |
| 2019                                                                                      | --          | 5.º (1631)  | --          | 4.º (1647)  | --          | 4.º (1652)  | 4.º (1652)  | --          | 4.º (1662)  | 4.º (1651)  | 4.º (1661)  | 4.º (1661)  |
| 2020                                                                                      | --          | 4.º (1661)  | --          | --          | --          | --          | --          | --          | 4.º (1664)  | 4.º (1669)  | 4.º (1670)  | --          |
| 2021                                                                                      | --          | 4.º (1670)  | --          | 4.º (1687)  | 4.º (1687)  | --          | --          | 4.º (1752)  | 4.º (1755)  | 5.º (1750)  | 4.º (1755)  | --          |
| 2022                                                                                      | --          | 5.º (1755)  | 5.º (1761)  | --          | --          | --          | --          | --          | --          | --          | --          | --          |
| 2023                                                                                      | --          |             |             |             |             |             |             |             |             |             |             |             |
| Posición promedio desde la creación de la Clasificación mundial de la FIFA: 10.ª posición |             |             |             |             |             |             |             |             |             |             |             |             |

Fuente: FIFA y Clasificación Mundial FIFA/Coca Cola - Clasificación completa - FIFA.com
Colores: Dorado = 1.º puesto; Plateado = 2.º puesto; Bronce = 3.º puesto.

## Otras modalidades
La selección inglesa de fútbol cuenta, además de las categorías inferiores, con otras modalidades como son el fútbol femenino, el fútbol playa, o el fútbol sala.
La sección femenina es la más longeva de las tres, cuando nace a principios de los años 70. La de fútbol sala, la más actual de ellas, fue creada en 2003, siendo una de las últimas selecciones mundiales en incorporar dicha modalidad, pese a la longevidad ya existente de la misma en el resto del Mundo. Sorprendente hecho, al ser Inglaterra la cuna del fútbol, pero la FA no lo consideró oportuno, encontrándose en la actualidad con una desventaja considerable frente a las demás grandes selecciones;, y la de fútbol playa, existente también desde los primeros años del 2000, concretamente desde 2001, viendo la gran proyección que alcanzaba la modalidad.

### Selección femenina

Fútbol femenino

La selección femenina de Inglaterra nace en 1972, a la par con la mayoría de las selecciones femeninas mundiales. Sin embargo, como todas, no fue legalizada por la FIFA hasta años más tarde.
Juega su primer partido frente a la selección escocesa en un partido jugado a domicilio donde vencen por 2-3. Desde entonces, lucha por hacerse un hueco entre las mejores selecciones, siendo considerada como una de las top-10 mundiales.
Entre sus mayores logros, donde no ha conseguido alzar ningún título UEFA o FIFA hasta el momento, destacan dos subcampeonatos de la Eurocopa Femenina en las ediciones de 1984, primera edición del torneo donde perdió en los penaltis frente a Suecia tras quedar 1-1 en la final a doble partido, y en Finlandia 2009 donde perdió con Alemania por 2-6.
En cuanto a la Copa Mundial de Fútbol, su mayor logro se dio tercer y cuarto puesto en las ediciones de Canadá 2015, Francia 2019.
Al igual que ocurre con su homónima masculina, para disputar los Juegos Olímpicos se encuentra bajo la representación de la selección británica.
Cuenta además con categorías inferiores como la sub-23, sub-20, sub-19, sub-17 y sub-15.

### Selección de fútbol sala

Fútbol sala

La selección de fútbol sala es la modalidad más novel de la FA. Nace en 2003 viendo la popularidad y magnitud que va alcanzando el fútbol sala en el panorama mundial. Esta desventaja respecto al resto de equipos ha hecho que actualmente se encuentre en una etapa de desarrollo y formación, lo que la sitúa entre las selecciones menos destacadas. Pese a ello, debido a la gran tradición futbolística de los inventores del fútbol, trabaja sobremanera para alcanzar la competencia necesaria en los grandes eventos, y desde entonces han empezado a desarrollar distintos eventos para potenciar su nivel, así como «stages» en países de gran tradición del futsal para aprender y mejorar en la modalidad.
Pese al gran esfuerzo, los pocos años de dedicación aún no han dado sus frutos, y no ha conseguido clasificarse para ningún gran evento del fútbol sala internacional. Cabe destacar su participación por primera vez en las clasificatorias para la Eurocopa en el año 2004, y para la Copa Mundial en 2008 como hechos más resaltables.
Ha jugado otros torneos internacionales como el Cuatro Naciones de Europa, y el torneo de 2008 Kuala Lumpur World 5's Futsal, donde perdió todos los partidos que disputó.

### Selección de fútbol playa de Inglaterra

Fútbol playa

La disciplina se creó en 2001, al igual que la sección de futsal, como respuesta al auge que desarrollan otras disciplinas del fútbol. Sin duda serían los comienzos para los equipos a nivel de selecciones.
Pronto contó con un gran interés y seguimiento por parte de los aficionados y los medios de comunicación, lo que sin duda explotó sus posibilidades y desarrollo, llegando en la actualidad a contar con más de 1500 jugadores en todo el territorio inglés, repartidos entre los más de 100 clubes participantes en los eventos organizados por la England Beach Soccer. Entre sus numerosos torneos para favorecer al desarrollo y expansión, de todos los jugadores inscritos en las competiciones, siete de ellos llegaron en alguna ocasión a vestir la camiseta de la selección nacional, confirmando la buena salud que está tomando la modalidad.
Es en 2005, cuando el FTP Beach Soccer se hace cargo del fútbol playa como organismo oficial del deporte en el Reino Unido, y concluir en el nacimiento oficial de la selección inglesa en el Pro Beach Soccer y el BSWW para su desarrollo y promoción.

## Palmarés

### Títulos
Nota: en negrita competiciones vigentes en la actualidad.
| Competición            | Títulos | Títulos     | Subtítulos | Subtítulos  | Tercer lugar | Tercer lugar | Cuarto lugar | Cuarto lugar |
| ---------------------- | ------- | ----------- | ---------- | ----------- | ------------ | ------------ | ------------ | ------------ |
| Copa Mundial de Fútbol | 1       | 1966.       | –          | –           | –            | –            | 2            | 1990, 2018.  |
| Juegos Olímpicos       | 2       | 1908, 1912. | –          | –           | –            | –            | 1            | 1948.        |
| Eurocopa               | –       | –           | 2          | 2020, 2024. | 2            | 1968, 1996.  | –            | –            |
| Liga de Naciones       | –       | –           | –          | –           | 1            | 2018-19.     | –            | –            |

### Torneos regionales

#### Torneos del Reino Unido
- British Home Championship (54):
  - Sin compartir (34): 1887-88, 1890-91, 1891-92, 1892-93, 1894-95, 1897-98, 1898-99, 1900-01, 1903-04, 1904-05, 1908-09, 1910-11, 1912-13, 1929-30, 1931-32, 1937-38, 1946-47, 1947-48, 1949-50, 1953-54, 1954-55, 1956-57, 1960-61, 1964-65, 1965-66, 1967-68, 1968-69, 1970-71, 1972-73, 1974-75, 1977-78, 1978-79, 1981-82 y 1982-83.
  - Compartido (20): 1885-86, 1889-90, 1902-03, 1905-06, 1907-08, 1911-12, 1926-27, 1930-31, 1934-35, 1938-39, 1951-52, 1952-53, 1955-56, 1957-58, 1958-59, 1959-60, 1963-64, 1969-70, 1971-72, 1973-74.

### Torneos amistosos
- Challenge Cup: 1991[69]
- FA Summer Tournament: 2004[70]
- Rous Cup (3): 1986, 1988 y 1989
- Torneo de Francia: 1997

## Categorías inferiores

### Palmarés juveniles

#### Selecciones juveniles
| Competición               | Campeón                                                               | Subcampeón                       | Tercer lugar                           | Cuarto lugar               | Selección |
| ------------------------- | --------------------------------------------------------------------- | -------------------------------- | -------------------------------------- | -------------------------- | --------- |
| Copa Mundial Sub-20       | 1 (2017)                                                              |                                  | 1 (1993)                               | 1 (1981)                   | Sub-20    |
| Copa Mundial Sub-17       | 1 (2017)                                                              |                                  |                                        |                            | Sub-17    |
| Eurocopa Sub-21           | 3 (1982, 1984, 2023)                                                  | 1 (2009)                         | 6 (1978, 1980, 1986, 1988, 2007, 2017) |                            | Sub-21    |
| Campeonato Europeo Sub-19 | 11 (1948, 1963, 1964, 1971, 1972, 1973, 1975, 1980, 1993, 2017, 2022) | 5 (1958, 1965, 1967, 2005, 2009) | 6 (1979, 1983, 1996, 2010, 2012, 2016) | 3 (1952, 1990, 1992)       | Sub-19    |
| Campeonato Europeo Sub-17 | 2 (2010, 2014)                                                        | 2 (2007, 2017)                   | 2 (1984, 2002)                         | 4 (2001, 2003, 2004, 2011) | Sub-17    |

#### Torneos amistosos
- Torneo Esperanzas de Toulon Sub-21 (7): 1990, 1991, 1993, 1994, 2016, 2017, 2018